# ロシア・ソビエト連邦社会主義共和国の行政区画
ロシア・ソビエト連邦社会主義共和国の行政区画では、ロシア・ソビエト連邦社会主義共和国の行政区画とその変遷について述べる。
第3回全ロシア・ソビエト大会では、ソビエト体制のロシアが連邦国家であることを宣言し、1918年の憲法が定められた。
1918年憲法の第2条では、ロシア・ソビエト共和国がソビエトの民族共和国の連邦として組織されていること、第11条で連邦体制をとって自治権をもつ地域連合を含んでいることを明記している。その後の1925年ロシア・ソビエト連邦社会主義共和国憲法13条の1929年改正後の条文では、「ロシア・ソビエト連邦社会主義共和国内の民族自治ソビエト社会主義共和国と地域の形成から、（ロシア国内の）民族と団結する」と規定されている。

## 背景

### ロシア帝国の行政区画
ロシア帝国の行政区画は県（グベールニヤ、губерния）と州（オーブラスチ、область）に分かれていた。一部の県や州の上には総督府が置かれることもあった。ほとんどの州や県は下位の行政区分として郡(ウエズド、уезд）や地区 （オクルグ、округ）などが置かれていた。
フィンランドには、フィンランド大公国が置かれ、その下にも県が置かれていた。ロシア帝国時代に設置された県や州はロシア革命後も数年から十数年間存続した。この時代の州や県は現在のロシア連邦の多くの州や地方の原形となっている。

### 1914年時点でのロシア帝国時代の行政区画
| 県                        |                                                    |                       |                        |                                  | |
| 名称                      | 政庁所在地                                         | 面積                  | 人口 （1897年時点）    | 下位行政区分の数 （1898年時点）  | 備考 |
| アルハンゲリスク県        | アルハンゲリスク                                   | 845,305               | 346,536                | 9郡                              | |
| アストラハン県            | アストラハン                                       | 215,848               | 1,003,542              | 5郡                              | |
| バクー県                  | バクー                                             | 39,161                | 826,716                | 6郡                              | |
| ベッサラビア県            | キシニョフ                                         | 45,632                | 1,935,412              | 8郡                              | |
| ワルシャワ県              | ワルシャワ                                         | 17,480                | 1,931,867              | 14郡                             | |
| ヴィリナ県                | ヴィリナ                                           | 41,909                | 1,591,207              | 7郡                              | |
| ヴィテプスク県            | ヴィテプスク                                       | 43,985                | 1,489,246              | 11郡                             | |
| ヴォルィーニ県            | ジトーミル                                         | 71,740                | 2,989,482              | 12郡                             | |
| ヴォログダ県              | ヴォログダ                                         | 402,133               | 1,341,785              | 10郡                             | |
| ウラジーミル県            | ウラジーミル                                       | 48,745                | 1,515,691              | 13郡                             | |
| ヴォロネジ県              | ヴォロネジ                                         | 65,896                | 2,531,253              | 12郡                             | |
| ヴャトカ県                | ヴャトカ                                           | 153,112               | 3,030,831              | 11郡                             | |
| グロドノ県                | グロドノ                                           | 38,581                | 1,603,409              | 9郡                              | |
| エリヴァニ県              | エリヴァニ                                         | 26,433                | 829,556                | 7郡                              | |
| エストリャント県          | レヴェリ                                           | 20,248                | 412,716                | 4郡                              | |
| エリザヴェトポリ県        | エリザヴェトポリ                                   | 44,137                | 878,415                | 8郡                              | |
| エニセイ県                | クラスノヤルスク                                   | 2,542,346             | 570,161                | 5郡と1地方（トゥルハンスク地方） | |
| イルクーツク県            | イルクーツク                                       | 726,308               | 514,267                | 5郡                              | |
| カザン県                  | カザン                                             | 63,680                | 2,170,665              | 12郡                             | |
| カリシュ県                | カリシュ                                           | 11,337                | 840,597                | 8郡                              | |
| カルーガ県                | カルーガ                                           | 30,930                | 1,132,843              | 11郡                             | |
| エカテリノスラフ県        | エカテリノスラフ                                   | 63,396                | 2,113,674              | 8郡                              | |
| キェルツィ県              | キェルツィ                                         | 10,093                | 761,995                | 7郡                              | |
| キエフ県                  | キエフ                                             | 50,960                | 3,559,229              | 12郡                             | |
| コヴノ県                  | コヴノ                                             | 40,191                | 1,544,564              | 7郡                              | |
| コストロマ県              | コストロマ                                         | 83,999                | 1,387,015              | 12郡                             | |
| クルリャント県            | ミタヴァ                                           | 27,030                | 674,034                | 11郡                             | |
| クルスク県                | クルスク                                           | 46,457                | 2,371,012              | 15郡                             | |
| クタイス県                | クタイス                                           | 36,476                | 1,058,241              | 7郡                              | |
| リフリャント県            | リガ                                               | 47,031                | 1,299,365              | 9郡                              | |
| ロムジャ県                | ロムジャ                                           | 10,545                | 579,592                | 7郡                              | |
| リュブリン県 (ロシア帝国) | リュブリン                                         | 16,831                | 1,160,662              | 10郡                             | |
| ミンスク県                | ミンスク                                           | 91,218                | 2,147,621              | 9郡                              | |
| モギリョフ県              | モギリョフ                                         | 47,952                | 1,686,764              | 11郡                             | |
| モスクワ県                | モスクワ                                           | 33,273                | 2,430,581              | 13郡                             | |
| ニジニ・ノヴゴロド県      | ニジニ・ノヴゴロド                                 | 51,254                | 1,584,774              | 11郡                             | |
| ノヴゴロド県              | ノヴゴロド                                         | 118,544               | 1,367,022              | 11郡                             | |
| オロネツ県                | ペトロザヴォーツク                                 | 130,797               | 364,156                | 7郡                              | |
| オレンブルク県            | オレンブルク                                       | 189,727               | 1,600,145              | 5郡                              | |
| オリョール県              | オリョール                                         | 46,726                | 2,033,798              | 12郡                             | |
| ペンザ県                  | ペンザ                                             | 38,841                | 1,470,474              | 10郡                             | |
| ペルミ                    | ペルミ                                             | 330,229               | 2,994,302              | 12郡                             | |
| ペトロコフ県              | ペトロコフ                                         | 12,249                | 1,403,901              | 8郡                              | |
| プロツク県                | プロツク                                           | 9,431                 | 553,633                | 7郡                              | |
| ポドリスク県              | カーメネツ＝ポドリスク                             | 42,019                | 3,018,299              | 12郡                             | |
| ポルタヴァ県              | ポルタヴァ                                         | 49,897                | 2,778,151              | 15郡                             | |
| プスコフ県                | プスコフ                                           | 43,214                | 1,122,317              | 8郡                              | |
| ラドム県                  | ラドム                                             | 12,353                | 814,947                | 7郡                              | |
| リャザン県                | リャザン                                           | 41,931                | 1,802,196              | 12郡                             | |
| サマーラ県                | サマーラ                                           | 155,588               | 2,751,336              | 7郡                              | |
| サンクトペテルブルク県    | サンクトペテルブルク                               | 44,616                | 2,112,033              | 8郡                              | 1914年8月18日にペトログラード県に改称                                                                                            |
| サラトフ県                | サラトフ                                           | 84,495                | 2,405,829              | 10郡                             | |
| シンビルスク県            | シンビルスク                                       | 49,495                | 1,527,848              | 8郡                              | |
| スモレンスク県            | スモレンスク                                       | 56,006                | 1,525,279              | 12郡                             | |
| スタヴロポリ県            | スタヴロポリ                                       | 60,082                | 873,301                | 5郡                              | |
| スヴァルキ県              | スヴァルキ                                         | 12,319                | 582,913                | 7郡                              | |
| タヴリダ県                | シンフェロポリ                                     | 60,378                | 1,447,790              | 8郡                              | |
| タンボフ県                | タンボフ                                           | 66,589                | 2,684,030              | 12郡                             | |
| トヴェリ県                | トヴェリ                                           | 64,684                | 1,769,135              | 12郡                             | |
| チフリス県                | チフリス                                           | 44,523                | 1,051,032              | 9郡                              | |
| トボリスク                | トボリスク                                         | 1,387,557             | 1,433,043              | 10郡                             | |
| トムスク県                | トムスク                                           | 847,373               | 1,927,679              | 7郡                              | |
| トゥーラ県                | トゥーラ                                           | 30,960                | 1,419,456              | 12郡                             | |
| ウファ県                  | ウファ                                             | 122,011               | 2,196,642              | 6郡                              | |
| ハリコフ県                | ハリコフ                                           | 54,496                | 2,492,316              | 11郡                             | |
| ヘルソン県                | ヘルソン                                           | 70,802                | 2,733,612              | 6郡                              | |
| ホルム県                  | ホルム                                             | 10,460（1912年）      | 760,000（1912年）      | 8郡 （1912年）                   | 1912年にセドレツ県（ホルム県の領域の他、ルブリン県、ロムジャ県の各一部を含み、セドレツが中心となっていた州）が廃止された際に創設 |
| チェルニゴフ県            | チェルニゴフ                                       | 52,399                | 2,297,854              | 15郡                             | |
| チェルノモール県          | ノヴォロッシースク                                 | 7,346                 | 57,478                 | 3地区                            | |
| ヤロスラフ県              | ヤロスラフ                                         | 35,542                | 1,071,355              | 10郡                             | |
| フィンランド大公国の県    |                                                    |                       |                        |                                  | |
| オーボ・ビョルネボリ県    | オーボ                                             | 22,900                | 470,000（1905年）      |                                  | |
| ヴァーサ県                | ヴァーサ（ニコライスタッド）                       | 38,300                | 479,000（1905年）      |                                  | |
| ヴィーボルク県            | ヴィーボルク                                       | 31,500                | 458,000（1905年）      |                                  | |
| クオピオ県                | クオピオ                                           | 35,600                | 319,000（1905年）      |                                  | |
| ヌーランド県              | ゲルシングフォルス                                 | 11,100                | 327,000（1905年）      |                                  | |
| サンクトミッヘル県        | サンクトミッヘル                                   | 17,200                | 192,000（1905年）      |                                  | |
| ハメ州                    | タバステフス                                       | 18,000                | 317,000（1905年）      |                                  | |
| ウレアボルグ県            | ウレアボルグ                                       | 157,000               | 295,000（1905年）      |                                  | |
| 州                        |                                                    |                       |                        |                                  | |
| アクモリンスク州          | オムスク                                           | 566,595               | 682,608                | 5郡                              | |
| アムール州                | ブラゴヴェシチェンスク                             | 451,783               | 120,306                | 1郡と1地区                       | |
| ドン軍管州                | ノヴォチェルカッスク                               | 164,099               | 2,564,238              | 9地区                            | |
| ダゲスタン州              | テミルハンシューラー                               | 29,740                | 571,154                | 9地区                            | |
| ザバイカル州              | チタ                                               | 613,289               | 672,037                | 7郡                              | |
| ザカスピ州                | アシハバード                                       | 605,150               | 382,487                | 5郡                              | |
| カルス州                  | カルス                                             | 18,927                | 290,654                | 4地区                            | |
| カムチャツカ州            | ペトロパヴロフスク                                 | 37,300（1911年）      | 1,143,410              | 6郡                              | 1909年再設置 |
| クバン州                  | エカテリノダール                                   | 92,429                | 1,918,881              | 7地区（Отдел）                   | |
| 沿海州                    | ハバロフスク                                       | 1,887,762             | 223,336                | 6郡                              | |
| サマルカンド州            | サマルカンド                                       | 68,964                | 860,021                | 4郡                              | |
| サハリン州                | アレクサンドロフスク                               | 75,979                | 28,113                 | 2地区（участок）                 | 1909年設置 |
| セミパラチンスク州        | セミパラチンスク                                   | 506,789               | 684,590                | 5郡                              | |
| セミレチエ州              | ヴェールヌイ                                       | 395,942               | 987,863                | 6郡                              | |
| シルダリヤ州              | タシュケント                                       | 515,359               | 1,478,398              | 6地区（Отдел）                   | |
| テレク州                  | ヴラジカフカース                                   | 69,272                | 933,936                | 6地区                            | |
| トゥルガイ州              | クスタナイ                                         | 454,974               | 453,416                | 4郡                              | |
| ウラリスク州              | ウラリスク                                         | 323,678               | 645,121                | 4郡                              | |
| フェルガナ州              | スコベレフ                                         | 137,866               | 1,572,214              | 5郡                              | |
| ヤクート州                | ヤクーツク                                         | 3,947,703             | 269,880                | 5地区                            | |
| 首都                      | サンクトペテルブルク（1914年からはペトログラード） | 21,799,825 （1914年） | 125,640,021 （1897年） | 78県と20州                       | 合計 |

## ソビエト政権による初期の行政区画改編
ソ連で最初の自治ソビエト社会主義共和国はトルキスタン自治ソビエト社会主義共和国で、第5回ソビエト地域会議によって1918年4月30日に誕生した。また、初期には自治ソビエト共和国以外にも、バシキール・ソビエト共和国や北カフカース・ソビエト共和国などのソビエト共和国や、ヴォルガ・ドイツ人労働コムーネやカレリア労働コミューンといった労働コムーネという行政区画も存在していた。
また、1920年代前半までは各地で県や州の再編や新設がなされた。

### 1917年
- 3月、ニコライ2世が退位し、ロシア帝国体制が崩壊。ロシア臨時政府が樹立される。
- 4月20日、アルタイ県（ロシア語版）がトムスク県（ロシア語版、英語版）より分立。
- 7月1日、ブケイ県（ロシア語版）がアストラハン県から分割される。
- 11月7日、ロシア・ソビエト共和国が成立する。
- 12月6日、フィンランド大公国がフィンランド独立宣言を採択。12月18日にロシア・ソビエト共和国はフィンランドの独立を追認。

### 1918年
- 1月1日、スタヴロポリ県（ロシア語版、英語版）でスタヴロポリ・ソビエト共和国が樹立される。
- 3月3日
  - テレク州でテレク・ソビエト共和国が樹立
  - ブレスト＝リトフスク条約により概ね現在のエストニア、ラトビア、リトアニア、ポーランド、ベラルーシ西部、ウクライナの大部分、モルドバにあたる地域がロシアから離脱。
- 3月6日、ロシア・ソビエト共和国の首都がペトログラード（現在のサンクトペテルブルク）からモスクワに移転。
- 3月、チェルノモール県で黒海ソビエト共和国が樹立。
- 4月13日、クバン州でクバーニ・ソビエト共和国が樹立。
- 4月30日、中央アジアでトルキスタン自治ソビエト社会主義共和国が成立する。（フェルガナ州、シルダリヤ州、セミレチエ州、サマルカンド州 、ザカスピ州を含む。 ）
- 1920年10月、トルキスタン自治ソビエト社会主義共和国のシルダリヤ州からアムダリヤ州（ロシア語版）が分立。
- 5月30日、黒海ソビエト共和国とクバーニ・ソビエト共和国が合併し、クバーニ＝黒海ソビエト共和国となる。
- 6月10日、ノヴゴロド県（ロシア語版、英語版）の一部からチェレポヴェツ県（ロシア語版）が創設
- 6月20日、コストロマ県（ロシア語版、英語版）とウラジーミル県の一部からヴァノヴォ・ヴォズネセンスク県（ロシア語版）が分立
- 7月7日、クバーニ＝黒海ソビエト共和国、スタヴロポリ・ソビエト共和国、テレク・ソビエト共和国が合邦し、北カフカース・ソビエト共和国が成立。
- 7月24日、ヴォログダ県の一部が北ドヴィナ県（ロシア語版）として分割。
- 10月19日、サマーラ県（ロシア語版、英語版）の一部にヴォルガ・ドイツ人労働コムーネ（ロシア語版）が設立。
- 12月、北カフカース・ソビエト共和国が白軍による北カフカースの占領を受けて廃止[4]。

### 1919年
- 1月6日、ソビエト・ウクライナ戦争でボルシェヴィキがハリコフを占領し、ウクライナ社会主義ソビエト共和国が建国される。
- 2月21日、オレンブルク県とウファ県の各一部でバシキール・ソビエト共和国（ロシア語版）が創設され、オレンブルク県の一部がウファ県に編入
- 3月10日、ウクライナ社会主義ソビエト共和国が独立宣言[5]。以降、ロシアとはソ連建国まで同盟関係となる。（以降のウクライナの行政区画についてはウクライナ・ソビエト社会主義共和国の行政区画（ウクライナ語版）を参照。）
- 3月29日
  - サラトフ県、アストラハン県、ドン軍管州の各一部からツァリーツィン県（ロシア語版）が創設される。
  - サマーラ県の一部がサラトフ県に編入
- 7月11日
  - モギリョフ県、ミンスク県、チェルニゴフ県の各一部からゴメリ県が創設。
  - モギリョフ県が廃止され、ゴメリ県に加え、ヴィテプスク県、スモレンスク県に分割される。
- 7月15日、ペルミからエカテリンブルク県（ロシア語版）が分立
- 7月19日、 アストラハン県、ウラリスク州、トゥルガイ州、セミパラチンスク州の全域にキルギス地方（ロシア語版）が創設
- 8月27日
  - トボリスクが廃止
  - トボリスク県、オレンブルク県（ロシア語版、英語版）、ウファ県（ロシア語版、英語版）の各一部からチェリャビンスク県（ロシア語版）が創設
  - トボリスク県の一部とアクモリンスク州にオムスク県が創設。
  - トボリスク県の残部がチュメニ県（ロシア語版）となる。
  - オロネツ県の一部がヴォログダ県の一部となる。

### 1920年
- 2月2日、タルトゥ条約により、エストニアの独立がロシアに承認され、エストリャント県（ロシア語版、英語版）の全域とリヴォニア県、ペトログラード県、プスコフ県の各一部がエストニア領に
- 3月20日、ドン軍管州の一部からドン州（ロシア語版）が創設される。
- 4月1日、カルーガ県（ロシア語版）とオリョール県（ロシア語版）の一部からブリャンスク県（ロシア語版）が創設
- 4月6日、ザバイカル州（ロシア語版）、アムール州（ロシア語版）、 サハリン州（ロシア語版）、 カムチャツカ州（ロシア語版）、沿海州が極東共和国として一時ロシアSFSRから離脱
- 4月16日、ドン軍管区の残部がウクライナSSRのドネツク州に移管
- 4月20日、ヤクート州（ロシア語版）がイルクーツク県（ロシア語版）のヤクート特別地区として編入
- 4月26日、ヒヴァ・ハン国が滅亡し、ホラズム人民ソビエト共和国が樹立。
- 5月19日、バシキール・ソビエト共和国がバシキールASSRに改組
- 5月27日
  - カザン県が廃止
  - カザン県、ヴャトカ県、シンビルスク県、サマラ県、ウファ県の各一部からタタールASSRが設立。
  - カザン県の残部はニジニ・ノヴゴロド県とヴャトカ県に分割。
- 6月8日、オロネツ県とアルハンゲリスク県の各一部からカレリア労働コミューンが創設
- 6月24日、ニジニ・ノヴゴロド県、シンビルスク県の各一部からチュヴァシ自治州が創設。
- 7月7日、トゥルガイ県（同年前半期にトゥルガイ州から改組）が廃止となる[6]。トゥルガイ県の全域はウラリスク州、オレンブルグ県の各一部と共に新設されたオレンブルグ・トゥルガイ県（ロシア語版）となる[6]。
- 7月26日、セミパラチンスク州、トゥルガイ州、ウラリスク州、ブケイ県の各全域とザカスピ州の各一部を含む、キルギス地方を発展させたキルギスASSR（ロシア語版）が設立。
- 8月20日、オレンブルグ県がキルギスASSRの一部となる。
- 9月2日、ブハラ・ハン国が滅亡し、ブハラ人民ソビエト共和国が樹立。
- 9月、トルキスタン・ソビエト連邦共和国がトルキスタン自治ソビエト社会主義共和国に改組。
- 10月4日、ラトビア・ソビエト・リガ平和条約により、クールラント県（ロシア語版、英語版）、リフリャント県（ロシア語版）の全域とヴィテプスク県、プスコフ州の各一部がラトビア共和国の一部としてロシアに承認される。
- 10月12日、キルギスASSRのウラリスク州がウラリスク県に改組
- 10月20日、ホラズム人民ソビエト共和国がホラズム社会主義ソビエト共和国に国号変更
- 10月14日、アルハンゲリスク県のペチェンガ地区（現在のペチェンガ地区（英語版））がフィンランドに割譲された。
- 11月4日 
  - ヴャトカ県の一部にヴォート自治州（英語版）が設立
  - ヴャトカ県とニジニ・ノヴゴロド県の一部にマリ自治州が設立
  - アストラハン県、スタヴロポリ県、ドン州、テレク県の各一部の領域からカルムイク自治州が分立。
- 11月17日、クバン州とテレク州の各一部に山岳自治ソビエト社会主義共和国が設立。テルスク地方の一部がテルスク州（中央-ゲオルギエフスク）となる。
- 12月7日
  - クバン州とチェルノモール県が合併し、クバン・黒海州（ロシア語版）が創設
  - 極東共和国のサハリン州が沿海州に編入
  - ヴャトカ県の一部がニジニ・ノヴゴロド県の一部となる
- 12月11日、セミパラチンスク州がセミパラチンスク県に改組[7]

### 1921年
- 1月20日、ダゲスタン州がダゲスタンASSRとなる。
- 2月3日 
  - ヤロスラヴリ県とトヴェリ県の一部からリビンスク県（ロシア語版）が創設
  - トヴェリ県の一部がモスクワ県に移管される。
- 3月4日 ロシア・ソビエト連邦社会主義共和国とブハラ人民ソビエト共和国との間で友好・相互扶助同盟条約が締結される。
- 4月27日、ザバイカル州の一部にブリヤート・モンゴル自治州（ロシア語版）が設立される。
- 5月28日 キルギスASSRのオレンブルグ・トゥルガイ県が廃止され、アクトベ県（ロシア語版）、クスタナイ県（ロシア語版）の新設2県と、オレンブルグ県に分割される。
- 6月13日 
  - アルハンゲリスク県の一部がムルマンスク県として分割される。
  - アルタイ県とトムスク県の各一部にノヴォニコラエフスク県（ロシア語版）として分割。
- 8月7日 トルキスタンASSRのザカスピ州がトルクメン州（ロシア語版）に改称される。
- 8月21日 アルハンゲリスク州と北ドヴィナ州の各一部がコミ自治州（ロシア語版）として分割。
- 9月1日、山岳自治ソビエト社会主義共和国のカバルディン地区からカバルディン自治州（ロシア語版）が創設。
- 10月18日 
  - タブリダ県の一部がクリミア自治ソビエト社会主義共和国として分割
  - ヴャトカ県の一部がタタールASSRとペルミ州の各一部となる。
- 日付不明、オムスク県の一部がアクモラ県として分割され、アクモラ県はキルギスASSRの一部となる。

### 1922年
- 1月9日、イルクーツク県と極東共和国のザバイカル県の一部からモンゴル・ブリヤート自治州（ロシア語版）が設立
- 1月12日、山岳自治ソビエト社会主義共和国のカラチャイ地区がカラチャイ・チェルケス自治州として分割。
- 1月16日、山岳自治ソビエト社会主義共和国のバルカル地区がカバルディン自治州と合併し、カバルダ・バルカル自治州（ロシア語版）が設立。
- 4月27日、イルクーツク県の一部（ヤクート州に属していた地域の大部分）からヤクート自治ソビエト社会主義共和国が設立。
- 6月1日、アルタイ県のゴルノ・アルタイ地区がオイロート自治州として分離。
- 6月14日、ウファ県がバシキールASSRに編入されて廃止[8]。
- 7月27日、クバン・黒海州の一部にアディゲ・チェルケス自治州（ロシア語版）が設立
- 8月18日、オロネツ県が廃止され、カレリア労働コミューン、ペトログラード州、ヴォログダ州に分割
- 11月15日、極東共和国がロシア・ソビエト連邦社会主義共和国に合流し、同国の極東州となる[9]。
- 11月30日、山岳 ASSR のチェチェン地区がチェチェン自治州として分離。
- 12月30日
  - ソビエト社会主義共和国連邦が成立。1922年ソ連憲法では、ロシア・ソビエト連邦社会主義共和国、ザカフカース社会主義連邦ソビエト共和国、ウクライナ・ソビエト社会主義共和国、ベラルーシ・ソビエト社会主義共和国で構成されていた。

## 広域な行政区域への統合
1923年から1929年にかけて、行政区画の統合が行われ、広域な州や地方が設立された。これに伴って、ロシアでは1929年までにグベールニヤが全廃された。

### 1923年
- 1月1日
  - 沿海県の一部からアムール県が分立。
  - ザバイカル県の一部から沿バイカル県が分立。
- 2月15日、リビンスク県が廃止され、ヤロスラヴリ州とトヴェリ州の各一部となる。
- 5月30日、ブリヤート・モンゴル自治州（ロシア語版）がモンゴル・ブリヤート自治州（ロシア語版）と合併し、ブリヤート・モンゴル自治ソビエト社会主義共和国が設立
- 7月25日、カレリア労働コミューンがカレリア自治ソビエト社会主義共和国に改組
- 10月1日、沿アムール県と沿海県が沿海県に統合[9]。
- 10月3日、沿バイカル県がザバイカル県とブリヤート・モンゴル自治ソビエト社会主義共和国で分割[9]。
- 11月20日、エカテリンブルク県、ペルミ県、チュメニ県、チェリャビンスク県が統合し、ウラル州（ロシア語版）となる。

### 1924年
- 1月26日、ペトログラード県がレニングラード県と改称
- 2月13日、ドン州、クバン・黒海州、テレク県、スタヴロポリ県が合併し、南東州（ロシア語版）が設立。
- 3月24日、ベラルーシ・ソビエト社会主義共和国のヴィテプスク県が廃止され、一部がロシア・ソビエト連邦社会主義共和国のプスコフ県に移管。（大部分はベラルーシのヴィテプスク地区（ロシア語版）やポロツク地区（ロシア語版）の一部となる。）
- 5月9日、シンビルスク州はウリヤノフスク州に改称
- 7月7日、山岳ASSRのオセチア地区とイングーシ地区が北オセチア自治州（英語版）とイングーシ自治州（英語版）として分離する。同時に、山岳ASSRが廃止される。この時、スンジャ・カザーク自治区（ロシア語版）とウラジカフカス市はロシアSFSRの直接管轄下となる。
- 9月14日、ブハラ人民ソビエト共和国がブハラ社会主義ソビエト共和国に改称。
- 10月17日、南東州、カラチャイ・チェルケス自治州、カバルダ・バルカル自治州、アディゲ・チェルケス自治州、チェチェン自治州、北オセチア自治州、イングーシ自治州、スンジャ・カザーク自治区、ウラジカフカス市の上に北カフカース地方（ロシア語版）が置かれる。南東州は同日に廃止。
- 10月、トルキスタンASSR、ブハラ社会主義ソビエト共和国、ホラズム社会主義ソビエト共和国がロシア・ソビエト社会主義共和国のキルギスASSRの一部（編入された一部にカラ・キルギス自治州が設立）、トルクメン・ソビエト社会主義共和国（トルクメンSSR）、ウズベク・ソビエト社会主義共和国（ウズベクSSR）に再編。ウズベクSSRの下にはタジク自治ソビエト社会主義共和国が置かれる。（下記表に詳細）

| 1924年10月のロシアSFSRの中央アジア地区の行政区画改編 | 1924年10月のロシアSFSRの中央アジア地区の行政区画改編 | 1924年10月のロシアSFSRの中央アジア地区の行政区画改編                                                                  |
| 改編前                                               | 改編前                                               | 改編後 |
| ロシア・ソビエト連邦社会主義共和国トルキスタンASSR   | アムダリヤ州                                         | ロシア・ソビエト連邦社会主義共和国のキルギスASSRのカラ・キルギス自治州                                                |
| ロシア・ソビエト連邦社会主義共和国トルキスタンASSR   | セミレチエ州                                         | ロシア・ソビエト連邦社会主義共和国のキルギスASSR ロシア・ソビエト連邦社会主義共和国キルギスASSRのカラ・キルギス自治州 |
| ロシア・ソビエト連邦社会主義共和国トルキスタンASSR   | サマルカンド州                                       | ウズベクSSR |
| ロシア・ソビエト連邦社会主義共和国トルキスタンASSR   | シルダリヤ州                                         | ロシア・ソビエト連邦社会主義共和国のキルギスASSR ウズベクSSR                                                          |
| ロシア・ソビエト連邦社会主義共和国トルキスタンASSR   | トルクメン州                                         | トルクメンSSR |
| ロシア・ソビエト連邦社会主義共和国トルキスタンASSR   | フェルガナ州                                         | ロシア・ソビエト連邦社会主義共和国キルギスASSRのカラ・キルギス自治州 ウズベクSSRのタジクASSR ウズベクSSR              |
| ホラズム社会主義ソビエト共和国                       | キルギス・カラパルパク自治州                         | ロシア・ソビエト連邦社会主義共和国キルギスASSRのキルギス・ソビエト社会主義共和国                                      |
| ホラズム社会主義ソビエト共和国                       | トルクメン自治州                                     | トルクメンSSR |
| ホラズム社会主義ソビエト共和国                       | ウズベク自治州                                       | ウズベクSSR |
| ブハラ社会主義ソビエト共和国                         | トルクメン自治州                                     | トルクメンSSR |
| ブハラ社会主義ソビエト共和国                         | 残りの部分                                           | ウズベクSSRのタジクASSR ウズベクSSR                                                                                   |
| ---------------------------------------------------- | ---------------------------------------------------- | --- |

- 12月19日、ヴォルガ・ドイツ人労働コムーネ（ロシア語版）がヴォルガ・ドイツ人自治ソヴィエト社会主義共和国に改組。

### 1925年
- 2月16日、アムダリア州の一部がカラ・カルパク自治州として分割。
- 2月26日
  - ウラジカフカス市とスンジャ・コサック管区（ロシア語版）が北コーカサス地方の一部となる。
  - ウラル州の一部として、ペルミ管区が設立される。（ペルミ管区は同年4月16日にコミ・ペルミャク民族管区となる。）
- 4月10日、ツァリーツィン県（ロシア語版）がスターリングラード県に改称
- 4月19日、キルギスASSRがカザフASSRに改称
- 4月21日、チュヴァシ自治州がチュヴァシ自治ソビエト社会主義共和国に昇格
- 5月15日、カラ・キルギス自治州がキルギス自治州に改名
- 5月25日、アルタイ県、エニセイ県、イルクーツク県、ノヴォニコラエフスク県、オムスク県、トムスク県の上にシベリア地方（ロシア語版）が置かれる。
- 6月6日、ブケイ県（Букеевская губерния）がウラリスク県(Уральская губерния)に統合
- 7月、カザフASSRのオレンブルク県がカザフASSRを脱退し、ロシアSFSRに直接属する県となる。
- 9月14日
  - カザフASSRのクスタナイ県（Кустанайская губерния）がクスタナイ管区（ロシア語版）となる。
  - トゥーラ県の一部がオリョール県の一部に移管される。

### 1926年
- 1月4日、極東州が極東地方に改組
- 2月1日、キルギス自治州がキルギス自治ソビエト社会主義共和国に昇格
- 4月26日、カラチャイ自治州（英語版）とチェルケス民族管区（ロシア語版）に分割
- 12月6日、ゴメリ県がブリャンスク県と白ロシア・ソビエト社会主義共和国に分割され、廃止

### 1927年
- 8月1日、レニングラード県、アルハンゲリスク県、プスコフ県、ムルマンスク県、ノヴゴロド県、チェレポヴェツ県が合併し、レニングラード州が設置される。

### 1928年
- 4月30日、チェルケス民族管区がチェルケス自治州（ロシア語版）に改組
- 5月14日
  - オレンブルク県、ウリヤノフスク県、ペンザ県、サマーラ県（一部除く）、サラトフ県の一部が合併して中ヴォルガ州（ロシア語版）が創設
  - ヴォロネジ県、クルスク県、オリョール県、タンボフ県から中央黒土州（ロシア語版）が創設
- 5月21日、アストラハン県、スターリングラード県、サラトフ県の残部、サマラ県の残部が合併してニジニ・ヴォルガ県（ロシア語版）が創設。ヴォルガ・ドイツ人ASSR、カルムイク自治州はその一部となる。
- 6月11日、ニジニ・ヴォルガ県がニジニ・ヴォルガ地方に改組
- 7月16日、中ヴォルガ地方の一部にモルドヴィン自治州（ロシア語版）が置かれる。
- 8月3日、アディゲ・チェルケス自治州がアディゲ自治州（英語版）に改名
- 8月15日、キルギスASSRのアクモラ州、セミパラチンスク州、シルダリヤ州、ウラリスク州が解体される。

### 1929年
- 1月14日
  - モスクワ県、トヴェリ県、トゥーラ県、リャザン県が合併して中央工業州が創設
  - ウラジーミル県、イワノヴォ県、コストロマ県、ヤロスラヴリ県が合併してイヴァノヴォ産業州（ロシア語版）が創設
  - ブリャンスク、カルーガ、スモレンスク各県が合併して西部州（英語版）が創設
  - ニジニ・ノヴゴロド県の全域と、コストロマ県、ヴャトカ県、ウラジーミル県の各一部が合併してニジェゴロド州（ロシア語版）が創設
  - アルハンゲリスク県、ヴォログダ県、北ドヴィナ県とヴィアトカ県の一部が合併して北部地方（ロシア語版）が創設。（コミ自治州を中に含む）
  - これにより、ロシアの行政区画上ではグベールニヤが消滅する。
- 6月3日、中央工業州がモスクワ州に改称。
- 7月15日
  - ニジェゴロド州がニジェゴロド地方に改組
  - 北部地方の一部としてネネツ民族管区が創設
- 10月20日、中ヴォルガ州が中ヴォルガ地方に改組
- 12月20日、ネネツ民族管区に北部地方のニジニ・ペチョルスキー地区（英語版）が編入

## 1930年5月時点での行政区画

### 自治ソビエト社会主義共和国
- バシキールASSR
- ブリヤート・モンゴルASSR（1930年7月30日から1936年12月5日まで東シベリア地方に属する。）
- ダゲスタンASSR（1931年9月6日から1936年12月5日まで北カフカース地方に属する[11]）
- カザフASSR
- カレリアASSR
- キルギスASSR
- クリミアASSR
- ヴォルガ・ドイツ人ASSR （ニジニ・ヴォルガ地方に属する）
- タタールASSR
- チュヴァシASSR （ニジェゴロド地方に属する）
- ヤクートASSR

### 地方
- 極東地方
- ニジェゴロド地方（ロシア語版）　（1932年にゴーリキー地方に改名）
- ニジニ・ヴォルガ地方（ロシア語版）
- 北部地方（ロシア語版）
- 北カフカース地方（ロシア語版）
- シベリア地方（ロシア語版）
- 中ヴォルガ地方（ロシア語版）

### 州
- 西部州（英語版）
- イヴァノヴォ産業州（ロシア語版）
- レニングラード州
- モスクワ州
- ウラル州 (1923-1934)（ロシア語版）
- 中央黒土州（ロシア語版）

### 自治州
- アディゲ自治州（英語版） （北カフカース地方に属する）
- ヴォート自治州（英語版） （ニジェゴロド地方に属する、1932年からウドムルト自治州に改名）
- イングーシ自治州（英語版） （北カフカース地方に属する）
- カバルダ・バルカル自治州（英語版） （北カフカース地方に属する）
- カルムイク自治州 （ニジニ・ヴォルガ地方に属する）
- カラカルパク自治州 （1930年7月までカザフASSRに属する）
- カラチャイ自治州（英語版） （北カフカース地方に属する）
- コミ自治州（ロシア語版）（北部地方に属する）
- マリ自治州 （ニジェゴロド地方に属する）
- モルドヴィン自治州（ロシア語版） （中ヴォルガ地方に属する）
- ゴルノ・アルタイ自治州 （シベリア地方に属する）
- 北オセチア自治州（ロシア語版） （北カフカース地方に属する）
- チェルケス自治州（英語版） （北カフカース地方に属する）
- チェチェン自治州 （北カフカース地方に属する）

### 民族管区
- ネネツ民族管区 （北部地方に属する）
- コミ・ペルミャク民族管区 （ウラル州に属する）

## 行政区画の細分化と自治州のASSRへの昇格（1930年代）
1930年代には、地方や広域な州の解体により、行政区画が細分化された。分立した州はロシア帝国時代の県の領域をそのまま引き継いだ州も多かった。スターリン憲法が制定の際には、多くの自治州が自治ソビエト社会主義共和国（ASSR）に昇格し、カザフASSRとキルギスASSRがソビエト連邦構成共和国に昇格した。1930年代から50年代にかけて設立された州などの地方区分の多くが今日のロシア連邦の行政区分として引き継がれている。

### 1930年
- 7月30日、シベリア地方が東シベリア地方（ロシア語版）と西シベリア地方（ロシア語版）に分割。
- 10月、西シベリア地方にハカス自治州（英語版）が設けられる。
- 12月、東シベリア地方にタイミル民族管区、エヴェンキ民族管区、ヴィティム・オリョークマ民族管区（ロシア語版）が設置。
- 12月10日、ウラル州にオスチャク・ヴォグル自治管区とヤマル民族管区が新たに設立。

### 1931年
- 6月16日、モスクワ州のモスクワ市が独立した市となる[12]。
- 12月3日、レニングラード市がレニングラード州から独立した市となる[13]。

### 1932年
- 1月1日、ヴォート自治州がウドムルト自治州に改名。
- 3月20日、カラカルパク自治州がカラカルパクASSRに昇格。
- 10月7日、ニジェゴロド地方がゴーリキー地方に改名
- 10月20日、極東地方内にアムール州（首府：ブラゴヴェシチェンスク）、沿海州（首府：ウラジオストク）、サハリン州（首府：アレクサンドロフスク）、カムチャッカ州（首府：ペトロパブロフスク・カムチャツキー）が設立

### 1933年
- 11月20日、北カフカース地方の北部が北部州（ロシア語版）として分離（1934年7月5日にアゾフ・黒海地区に編入）[11]。

### 1934年
- 1月10日
  - ニジニ・ヴォルガ地方がサラトフ地方とスターリングラード地方に分割[14]。
  - 北カフカース地方からアゾフ・黒海地方（英語版）（首府:ロストフ・ナ・ドヌ、アディゲ自治州を含む）が分離[11]。北カフカース地方の首府がピャチゴルスクに移転[11]（1936年初旬にオルジョニキーゼに移転）。
- 1月15日、北カフカース地方のチェチェン自治州とイングーシ自治州が統合し、チェチェン・イングーシ自治ソビエト社会主義共和国となる。
- 1月17日、ウラル州が廃止され、スヴェルドロフスク州、オビ・エルティシ州（ロシア語版）（オスチャク・ヴォグル自治管区、ヤマル民族管区を含む）、チェリャビンスク州に分割。
- 3月、東シベリア地方の一地域としてチタ州が12月まで設けられる。
- 5月3日、極東地方のビロビジャン地区にユダヤ自治州設立
- 6月13日、中央黒土州がクルスク州とヴォロネジ州に分割[15]。
- 7月22日、極東地方内にウスリー州（ロシア語版）（首府：ウスリースク）、ニジネ・アムールスク州（ロシア語版）(首府:ニジニ・アムールスク)、ゼヤ州（ロシア語版）（首府:ルハロヴォ）、ハバロフスク地方（首府:ハバロフスク）が設立される[要出典]。
- 12月7日
  - ゴーリキー地方の北東部とウドムルト自治州、及びスヴェルドロフスク州の西部、北部地方の一部からキーロフ地方が分離[16]。
  - 東シベリア地方からクラスノヤルスク地方（タイミル民族管区、エヴェンキ民族管区、西シベリア地方から編入したハカス自治州を含む）
  - オビ・エルティシ州が廃止、チェリャビンスク州の南部11地区や西シベリア地方の各一部とオムスク州を形成
  - 中ヴォルガ地方からオレンブルク州が分立。
- 12月20日、モルドヴィン自治州がモルドヴィアASSRに昇格
- 12月28日、ウドムルト自治州がウドムルトASSRに昇格

### 1935年
- 1月27日、中ヴォルガ地方がクイビシェフ地方に改称[17]
- 1月29日、レニングラード州、モスクワ州、西部州の各一部からカリーニン州（現在のトヴェリ州）が設立される[18]。
- 10月20日、カルムイク自治州がカルムイクASSRに昇格[19]

### 1936年
- 3月11日、イヴァノヴォ産業州がヤロスラブリ州とイヴァノヴォ州に分割[20]
- 12月5日
  - カザフASSR、キルギスASSRがソビエト連邦構成共和国に昇格し、カザフ・ソビエト社会主義共和国、キルギス・ソビエト社会主義共和国となった。
  - ゴーリキー地方のマリ自治州から昇格したマリASSRがチュヴァシASSRと共にゴーリキー地方から分離、同時にゴーリキー地方はゴーリキー州となった。
  - 北部地方からコミ自治州（ロシア語版、英語版）が分離してコミASSRとなり、北部地方が北部州に改名。
  - 北カフカース地方からダゲスタンASSR、カバルダ・バルカル自治州、北オセチア自治州、チェチェン・イングーシ自治州が分離[21]。同地方の首府はオルジョニキーゼからヴォロシロフスク（現在のスタヴロポリ）に移される。3自治州は同時に自治ソビエト社会主義共和国に昇格。
  - クイビシェフ地方からモルドヴィアASSRが分離し、クイビシェフ州に移行。
  - 東シベリア地方が廃止され、東シベリア州（ロシア語版）とブリヤート・モンゴルASSRとなる。
  - サラトフ地方からヴォルガ・ドイツ人ASSRが分離し、サラトフ州となる。
  - スターリングラード地方（カルムイクASSRとスターリングラード州に分割
  - キーロフ地方がキーロフ州に

### 1937年
- 3月13日、北カフカース地方がオルジョニキーゼ地方に改名
- 9月13日、アゾフ・黒海地方がロストフ州とクラスノダール地方に分割される。
- 9月23日、北部州がアルハンゲリスク州（ネネツ民族管区を含む）、ヴォログダ州に分割。
- 9月26日モスクワ州からリャザン州とトゥーラ州が分立[22][23]。
- 9月27日
  - 西部州がスモレンスク州、オリョール州、クルスク州の一部に分割される[24][25]。同日にレニングラード州からヴォログダ州が分立。
  - 東シベリア州、ゼヤ州が廃止され、チタ州とイルクーツク州に再編される。チタ州内にはアガ・ブリヤート・モンゴル民族管区が、イルクーツク州内にはウスチ・オルダ・ブリヤート・モンゴル民族管区が設けられる。
  - ヴォロネジ州とクイビシェフ州の各一部からタンボフ州が設立[26]。
- 9月28日、西シベリア地方がノヴォシビルスク州とアルタイ地方に分割[27]。

### 1938年
- 5月29日、レニングラード州とカレリア自治ソビエト社会主義共和国のカンダラクシャ地域からムルマンスク州が分立
- 10月3日、スヴェルドロフスク州の一部がペルミ州として分割。
- 10月20日、極東地方が沿海地方とハバロフスク地方に分割される[28]。
- 12月26日、オレンブルク州がチカロフ州に改称

### 1939年
- 2月4日、クィビシェフ州、サラトフ州、タンボフ州の各一部からペンザ州が分立[29] 。

## 第二次世界大戦期の領土編入と州の新規分立（1940年 - 1950年代前半）
第二次世界大戦期には、ソビエト連邦がその領土を拡大させ、ロシアSFSRもそれに伴って多くの地域を編入した。また、独ソ戦でドイツに協力したとされる民族の自治州や自治ソビエト社会主義共和国は戦後まで一時廃止となった（ヴォルガ・ドイツASSRのみは復活しなかった）。自治州やASSRの住民は中央アジアやシベリアなどに強制移送され、戦後暫く経つまで故郷に戻ることが許されなかった。

### 1940年
- 1940年3月8日、ペルミ州がモロトフ州と改称
- 3月12日、冬戦争後のモスクワ講和条約により、フィンランドからカレリア地峡などの地域がカレリアASSRに編入[30]。
- 3月31日、カレリアASSRがカレロ＝フィン・ソビエト社会主義共和国に昇格し、ロシアSFSRから離脱。
- 12月23日、オスチャク・ヴォグル自治管区がハンティ・マンシ自治管区に改名。

### 1941年
- 8月28日、独ソ戦開戦に伴い、ヴォルガ・ドイツASSRがサラトフ州とスターリングラード州に分割される。

### 1943年
- 1月12日、オルジョニキーゼ地方がスタヴロポリ地方に再改名。
- 1月19日、クイビシェフ州からウリヤノフスク州が分立。
- 1月26日 ノボシビルスク州の一部からケメロヴォ州が分立。
- 2月6日 チェリャビンスク州、オムスク州の各一部からクルガン州が分立。
- 9月18日、沿海地方に属する沿海州とウスリー州が廃止され、各地区が沿海地方の直接的な下位区分となる。
- 10月12日、カラチャイ自治州が廃止、チェルケス自治州とスタヴロポリ地方、グルジアSSRの一部に分割。
- 12月27日、カルムイクASSRが廃止、スターリングラード州の一部を含んだアストラハン州となる。

### 1944年
- 3月、チェチェン・イングーシASSRが廃止、スタヴロポリ地方に編入された一部地区以外で、グロズヌイ州（ロシア語版）が設立。
- 4月8日、カバルダ・バルカルASSRが、バルカル人の中央アジアへの強制移送に伴ってカバルダASSRに改組。
- 7月5日
  - オリョール州の一部からブリャンスク州が分立。
  - トゥーラ州、モスクワ州、スモレンスク州、オリョール州の各一部からカルーガ州が分立
  - レニングラード州とカリーニングラード州の各一部からノヴゴロド州が分立。
- 7月13日、ヤロスラブリ州、イワノヴォ州、ゴーリキー州、ヴォログダ州の各一部からコストロマ州が分立[31]。
- 8月13日、ノヴォシビルスク州、ケメロヴォ州の各一部とアルタイ地方の一部からトムスク州が分立。
- 8月14日
  - イワノヴォ州、ゴーリキー州、モスクワ州の各一部からウラジーミル州が分立[32]。
  - オムスクとクルガン州の各一部からチュメニ州が分立
- 8月22日、カリーニン州、ノヴゴロド州、スモレンスク州の各一部からヴェリーキエ・ルーキ州が誕生した。
- ロシアSFSRとエストニアSSR、ラトビアSSRとの境界が確定に伴い、ロシアSFSRが一部地域を編入
- 8月23日、エストニアやラトビアから編入された一部地域がレニングラード州と、レニングラード州とカリーニン州の一部が分立してできたプスコフ州に編入。
- 9月19日、継続戦争後のモスクワ休戦協定によってフィンランドからペチェングスキー地区（英語版）を編入
- 10月11日、トゥヴァ人民共和国がソ連に併合され、ロシアSFSRに属するトゥヴァ自治州となる。
- 11月、カレロ＝フィン・ソビエト社会主義共和国からヴィボルグなどの地域がレニングラード州に編入。

### 1945年
- 5月8日、独ソ戦が終結し、ソ連が東プロイセンの北半分を編入。
- 6月30日、クリミア自治ソビエト社会主義共和国が廃止され、クリミア州が設置。
- 8月7日 - 9月4日、南樺太と北方領土を含む千島列島をソ連が占領。
- 7月21日、ペチェングスキー地区がムルマンスク州に編入[33]。

### 1940年代後半
- 1946年2月2日、南サハリン（南樺太）とクリル列島（千島列島）が、ハバロフスク地方に属する南サハリン州となる。
- 4月7日、東プロイセンにケーニヒスベルク州が設置される。
- 7月4日、ケーニヒスベルク州がカリーニングラード州に改名
- 1947年1月2日、南サハリン州がサハリン州に統合されてハバロフスク地方から分離。サハリン州の行政中心地がアレクサンドロフスク・サハリンスキーからユジノサハリンスクに移転。
- 1948年1月7日、オイロート自治州がゴルノ・アルタイ自治州に改名
- 8月2日、アムール州がハバロフスク地方から離脱し、チタ州の一部を編入

### 1950年代前半
- 1952年5月8日、カザン州（ロシア語版）とチストポリ州（ロシア語版）がタタールASSRの一部として設立。
- 5月29日、ウファ州（ロシア語版）とステルリタマク州（ロシア語版）がバシキールASSRの一部として設立。
- 1953年2月21日、ブグリマ州（ロシア語版）がタタールASSRの一部として設立。
- 1953年4月30日、タタールASSRのカザン州、チストポリ州、ブグリマ州およびバシキールASSRのウファ州、ステルリタマク州が廃止。
- 12月3日、ハバロフスク地方からマガダン州が分離
- 1954年1月6日
  - クルスク州とヴォロネジ州の各一部からベルゴロド州が分立
  - ヴォロネジ州、オリョール州、リャザン州、クルスク州の各一部からリペツク州が分立
  - サラトフ州、スターリングラード州、 ヴォロネジ州、タンボフ州の各一部からバラショフ州（ロシア語版）が分立
  - ロストフ州、 ヴォロネジ州、スターリングラード州の各一部からカメンスク州（ロシア語版）が分立
- 1月7日、ゴーリキー州の一部からアルザマス州（ロシア語版）が分立
- 4月26日、クリミア州がロシアSFSRからウクライナSSRに移管。

## 自治州や民族共和国の復活と一部州の再編（1950年代後半）
1957年に中央アジアやシベリアに強制移送された諸民族の帰郷が許され、独ソ戦中に廃止されていた自治州や自治ソビエト社会主義共和国が復活した。また、1957に一部の州が廃止され、1960年までにはロシア連邦に移行するまでの行政区分が完成された。

### 1950年代後半
- 1956年1月23日、カムチャッカ州がハバロフスク地方から離脱、ハバロフスク地方下のニジニ・アムール州が廃止。
- 7月16日、カレロ＝フィン・ソビエト社会主義共和国がカレリア自治ソビエト社会主義共和国に降格し、ロシアSFSRに再編入。
- 1957年1月9日
  - スタヴロポリ州とアストラハン州の一部からカルムイク自治州が復活。
  - チェルケス自治州がチェルケス人の帰郷に伴って、カラチャイ・チェルケス自治州に改組。
  - スタヴロポリ地方の一部地区とグロズヌイ州からチェチェン・イングーシASSRが復活。
  - カバルダASSRがバルカル人の帰郷に伴ってカバルダ・バルカルASSRに名称が戻る。
- 3月8日、モロトフ州の名称がペルミ州に戻る
- 4月10日、グロズヌイ州が廃止され、チェチェン・イングーシASSR、ダゲスタンASSR、スタヴロポリ地方に分割
- 4月23日、アルザマス州が廃止、ゴーリキー州の一部に戻る。
- 10月2日、ヴェリーキエ・ルーキ州が廃止、プスコフ州とカリーニン州の各一部となる。
- 11月19日
  - バラショフ州が廃止、サラトフ州、スターリングラード州、 ヴォロネジ州、タンボフ州の各一部に分割
  - カメンスク州が廃止、ロストフ州、 ヴォロネジ州、スターリングラード州の各一部に分割
- 12月4日、チカロフ州の名称がオレンブルク州に戻る。
- 1958年7月7日、ブリヤート・モンゴルASSRがブリヤートASSRに改名
- 7月29日、カルムイク自治州がカルムイクASSRに昇格
- 9月16日、ウスチ・オルダ・ブリヤート・モンゴル民族管区とアガ・ブリヤート・モンゴル民族管区の名からモンゴルが省かれ、それぞれウスチ・オルダ・ブリヤート民族管区、アガ・ブリヤート民族管区に

### 1960年以降
- 1960年10月10日、トゥヴァ自治州がトゥヴァASSRに昇格
- 11月10日、スターリングラード州がヴォルゴグラード州に改名
- 1977年10月7日、ロシアSFSSR内のすべての民族管区が、自治管区に移行

## 1961年から1990年にかけての行政区画

### 自治ソビエト社会主義共和国
- バシキール自治ソビエト社会主義共和国 - （行政中心地: ウファ）
- ブリヤート自治ソビエト社会主義共和国 - （行政中心地: ウラン・ウデ）
- ダゲスタン自治ソビエト社会主義共和国 - （行政中心地: マハチカラ）
- カバルダ・バルカル自治ソビエト社会主義共和国 - （行政中心地: ナリチク）
- カルムイク自治ソビエト社会主義共和国 - （行政中心地: エリスタ）
- カレリア自治ソビエト社会主義共和国 - （行政中心地: ペトロザヴォーツク）
- コミ自治ソビエト社会主義共和国 - （行政中心地: スィクティフカル）
- マリ自治ソビエト社会主義共和国 - （行政中心地: ヨシュカル・オラ）
- モルドヴィア自治ソビエト社会主義共和国 - （行政中心地: サランスク）
- 北オセチア自治ソビエト社会主義共和国 - （行政中心地: オルジョニキゼ）
- タタール自治ソビエト社会主義共和国 - （行政中心地: カザン）
- トゥヴァ自治ソビエト社会主義共和国 - （行政中心地: クズル）
- ウドムルト自治ソビエト社会主義共和国 - （行政中心地: イジェフスク）
- チェチェン・イングーシ自治ソビエト社会主義共和国 - （行政中心地: グロズヌイ）
- チュヴァシ自治ソビエト社会主義共和国 - （行政中心地: チェボクサル）
- ヤクート自治ソビエト社会主義共和国 - （行政中心地: ヤクーツク）

### 地方
- アルタイ地方 - （行政中心地: バルナウル）
- クラスノダール地方 - （行政中心地: クラスノダール
- クラスノヤルスク地方 - （行政中心地: クラスノヤルスク）
- 沿海地方 - （行政中心地: ウラジオストク）
- スタヴロポリ地方 - （行政中心地: スタヴロポリ）
- ハバロフスク地方 - （行政中心地: ハバロフスク）

### 州
- アムール州 - （行政中心地: ブラゴヴェシチェンスク）
- アルハンゲリスク州 - （行政中心地: アルハンゲリスク）
- アストラハン州 - （行政中心地: アストラハン）
- ベルゴロド州 - （行政中心地: ベルゴロド）
- ブリャンスク州 - （行政中心地: ブリャンスク）
- ウラジーミル州 - （行政中心地: ウラジーミル (ウラジーミル州)）
- ヴォルゴグラード州 - （行政中心地: ヴォルゴグラード）
- ヴォログダ州 - （行政中心地: ヴォログダ）
- ヴォロネジ州 - （行政中心地: ヴォロネジ）
- ゴーリキー州 - （行政中心地: ゴーリキー）
- イヴァノヴォ州 - （行政中心地: イヴァノヴォ）
- イルクーツク州 - （行政中心地: イルクーツク）
- カリーニングラード州 - （行政中心地: カリーニングラード）
- カリーニン州 - （行政中心地: カリーニン）
- カルーガ州 - （行政中心地: カルーガ）
- カムチャツカ州 - （行政中心地: ペトロパブロフスク・カムチャツキー）
- ケメロヴォ州 - （行政中心地: ケメロヴォ）
- キーロフ州 - （行政中心地: キーロフ）
- コストロマ州 - （行政中心地: コストロマ）
- クイビシェフ州 - （行政中心地: クイビシェフ）
- クルガン州 - （行政中心地: クルガン）
- クルスク州 - （行政中心地: クルスク）
- レニングラード州 - （行政中心地: レニングラード）
- リペツク州 - （行政中心地: リペツク）
- マガダン州 - （行政中心地: マガダン）
- モスクワ州 - （行政中心地: モスクワ）
- ムルマンスク州 - （行政中心地: ムルマンスク）
- ノヴゴロド州 - （行政中心地: ノヴゴロド）
- ノヴォシビルスク州 - （行政中心地: ノヴォシビルスク）
- オムスク州 - （行政中心地: オムスク）
- オレンブルク州 - （行政中心地: オレンブルク）
- オリョール州 - （行政中心地: オリョール）
- ペンザ州 - （行政中心地: ペンザ）
- ペルミ州 - （行政中心地: ペルミ）
- プスコフ州 - （行政中心地: プスコフ）
- ロストフ州 - （行政中心地: ロストフ・ナ・ドヌ）
- リャザン州 - （行政中心地: リャザン）
- サラトフ州 - （行政中心地: サラトフ）
- サハリン州 - （行政中心地: ユジノサハリンスク）
- スヴェルドロフスク州 - （行政中心地: スヴェルドロフスク）
- スモレンスク州 - （行政中心地: スモレンスク）
- タンボフ州 - （行政中心地: タンボフ）
- トムスク州 - （行政中心地: トムスク）
- トゥーラ州 - （行政中心地: トゥーラ）
- チュメニ州 - （行政中心地: チュメニ）
- ウリヤノフスク州 - （行政中心地: ウリヤノフスク）
- チェリャビンスク州 - （行政中心地: チェリャビンスク）
- チタ州 - （行政中心地: チタ）
- ヤロスラヴリ州 - （行政中心地: ヤロスラヴリ）

### 自治州
- アディゲ自治州（英語版） - （行政中心地:マイコープ、クラスノダール地方に属する)
- ゴルノ・アルタイ自治州 - （行政中心地:ゴルノ＝アルタイスク アルタイ地方に属する)
- ユダヤ人自治州 - （行政中心地:ビロビジャン、ハバロフスク地方に属する)
- カラチャイ・チェルケス自治州 - （行政中心地:チェルケスク、スタヴロポリ地方に属する)
- ハカス自治州（ロシア語版） - （行政中心地:アバカン、クラスノヤルスク地方に属する)

### 自治管区（1977年までの民族管区）
- アガ・ブリヤート自治管区 - （行政中心地:アギンスコエ、チタ州に属する)
- チュクチ自治管区 - （行政中心地:アナディリ、マガダン州に属する)
- エヴェンキ自治管区 - （行政中心地:トゥーラ（英語版）、クラスノヤルスク地方に属する)
- ハンティ・マンシ自治管区 - （行政中心地:ハンティ・マンシースク、チュメニ州に属する)
- コリャーク自治管区 - （行政中心地:パラナ、カムチャッカ州に属する)
- ネネツ自治管区 - （行政中心地:ナリヤン・マル、アルハンゲリスク州に属する)
- コミ・ペルミャク自治管区 - （行政中心地:クディムカル、ペルミ州に属する)
- タイミル自治管区 - （行政中心地:ドゥディンカ、クラスノヤルスク地方に属する)
- ウスチオルダ・ブリヤート自治管区 - （行政中心地:ウスチオルディンスキー、イルクーツク州に属する)
- ヤマロ・ネネツ自治管区 - （行政中心地:サレハルド、チュメニ州に属する)

### ロシアSFSR直轄の都市
- モスクワ
- レニングラード

## ロシアSFSR末期（1990年 - 1991年）
1990年になると、各地の自治ソビエト社会主義共和国において主権を宣言し、ロシアSFSRでの立法が各共和国での立法より優先されることに異議を唱え、関税を設けるなどして経済的自立を図った主権のパレードが起こった。
しかし、ソ連崩壊後に各地の自治地域のほとんどはロシア連邦と権限分割の条約である連邦協定を締結し、各自治地域の自治権拡大運動は収束した。ただし、タタールスタン共和国は1994年までロシアと権限分割の条約を結ばず、チェチェン・イングーシASSRはチェチェン・イチケリア共和国として2000年までロシアから独立していた。
- 1990年7月17日、カリーニン州がトヴェリ州に改名[34]
- 8月29日、コミASSRがコミ・ソビエト社会主義共和国として主権を宣言[35]
- 8月30日、タタールASSRがタタールスタン共和国として主権を宣言
- 9月27日、ヤクートASSRがヤクート・ソビエト社会主義共和国として主権を宣言[36]
- 10月8日、ブリヤートASSRがブリヤート・ソビエト社会主義共和国として主権を宣言[37]
- 10月11日、バシキールASSRがバシキール・ソビエト社会主義共和国として主権を宣言
- 10月18日、カルムイクASSRがカルムイク・ソビエト社会主義共和国として主権を宣言[38]
- 10月22日
  - マリASSRがマリ・ソビエト社会主義共和国として主権を宣言[39]
  - ゴーリキー州がニジニ・ノヴゴロド州に改称[40]
- 10月24日、チュヴァシASSRがチュヴァシ・ソビエト社会主義共和国として主権を宣言[41]
- 10月25日、ゴルノ・アルタイ自治州がゴルノ・アルタイ自治ソビエト社会主義共和国として主権を宣言[42]
- 11月4日、ウドムルトASSRがウドムルト共和国として主権宣言[43]
- 11月27日、チェチェン・イングーシASSRがチェチェン・イングーシ共和国として主権宣言[44]
- 1991年1月25日、クイビシェフ州がサマーラ州に改名[45]
- 4月17日、マリ・ソビエト社会主義共和国がマリ共和国に改名[46]
- 5月13日、ダゲスタンASSRがダゲスタン共和国として主権を宣言[47]

5月24日、ソビエト社会主義自治共和国の名称に関するソビエト連邦憲法改正案が採択され、「自治」の文字が削除される。
- 6月8 - 9日、チェチェン分離独立派がチェチェン・イチケリア共和国としてチェチェン・イングーシASSRからの離脱を宣言。チェチェン分離独立派は翌月に独立宣言を行う。[49][50]

7月3日、ユダヤ自治州以外の4自治州がロシアSFSR内のソビエト社会主義共和国に昇格される。
- 8月28日、トゥヴァASSRがトゥヴァ共和国に改称[52]
- 9月6日、レニングラードの名称がサンクトペテルブルクに戻る。
- 11月13日、カレリアASSRがカレリア共和国に改称[53]
- 12月25日、ソ連崩壊。それに伴ってロシアSFSRがロシア連邦に改称される[54]。

これ以降のロシアの行政区画の変遷はロシア連邦の地方区分を参照。